# مجيدة تانر
مجيده تانِر (بالتركية: Macide Tanır)‏ (ولدت في 1 يناير عام 1922 وتوفيت في 6 فبراير عام 2013 ) ممثلة مسرحية وسينمائية وممثلة مسلسلات تلفزيونية تركية.
تخرجت مجيدة تانِر من قسم المسرح والأوبرا بالمعهد الموسيقي للدولة بأنقرة وذلك في ثلاثة أعوام. وفي عام 1943 عقب تخرجها من الجامعة إنضمت إلى مسرح الدولة. وظلت مجيدة تانِر في المسرح حتى عام 1985. ومثلت مجيدة تانِر أدوار البطولة في أعمال مختارة من الأدب المسرحي العالمي ويتخطى عدده الخمسون عمل على مدار حياتها الفنية.
و قد أشٌتهرت مجيدة تانِر لدى جمهور التلفزيون بشخصية أم شهناز في مسلسل يٌدعى «شهناز تانجو».
و حازت مجيدة تانِر على لقب فنان الدولة في عام 1991 وذلك بجانب العديد من الجوائز التي حازت عليها كما أنه يوجد مذكرات للفنانة مجيدة تانِر بعنوان «ساحرة المسرح».
و توجد أعمال الفنانة في ألتين أولوك بمحافظة إدرميت.
و توفيت الفنانة مجيدة تانِر في 6 فبراير عام 2013 بسبب فشل في الجهاز التنفسي وذلك في وحدة العناية المركزة. ودفُنت الفنانة في مقبرة زينجيرليكوو.

## الجوائز
•	عام 1961 – 1962 فنانة العام في الإستفتاء الذي أجُري بين فناني المسرح بالصحافة عن عملها المسمى " تموت الأشجار واقفا ً)
•	عام 1964 – 1965 فنانة العام بجمعية الصحافة – العمل عن عملها المسمى (نظام العالم)
•	عام 1968 – 1969 – جائزة أفضل ممثلة بمؤسسة محبي الفن عن عملها المسمى (الضيق)
•	عام 1973 – 1974 – جائزة أفضل ممثلة بجمعية محبي الفن عن عملها المسمى (الخطأ)
•	جائزة أفضل ممثلة بجمعية الفن عن عملها المسمى (أستاذ الظل)
•	عام 1988 – الجائزة الخاصة بلجنة التحكيم بوزارة الثقافة
•	عام 1988 – فنانة العام بمسارح المدينة
•	عام 1988 – فنانة العام بجريدة الحرية
•	عام 1989 – الممثلة الأكثر نجاحاً بجمعية السيدات
•	عام 1990 – جائزة الشرف بمهرجان مرسين للفن والثقافة
•	عام 1990 – فنانة العام بجمعية الفن
•	عام 1991 – فنانة الدولة
•	عام 1992 – 1993 – جائزة شرف أفني ديلليجيل عن عملها المسمى «ضيوف المنزل بدون الموسيقى»
•	عام 1992 – 1993 – جائزة أديلايد ريستاري بوزارة الثقافة الإيطالية
•	عام 1993 – جائزة القول – الصوت
•	عام 1993 – 1994 جائزة نادي ليونز الدولي بإسطنبول
•	عام 1996 – جائزة ألتين إينا – نصف القرن على خشبة المسرح
•	عام 1996 – جائزة إدارة ليونز البيئية
•	عام 1996 – 1997 جائزة ممثلي السينما المعاصرين
•	عام 1997 – الجائزة الخاصة بنساء سيريزلي أشكينر بجوائز مسرح عفيفة الواحد
•	عام 1998 – جائزة العام الخمسة والسبعون بالجمهورية بفرع شيشلي بإتحاد السيدات
•	عام 1998 – جائزة لخمسة وسبعون سيدة في خمسة وسبعون عاماً بمجلة ميموزا

## بعض المسرحيات التي مثلتها
•	ضيوف المنزل بدون موسيقى: نيل سايمون – مسرح كارا – 1992
•	هكذا هو الحب: لوليه بيلون – مسرح الدولة بأنقرة – 1985
•	البحيرة الذهبية: إرنست تومسون - مسرح الدولة بأنقرة – 1983
•	أستاذ الظل: يلدريم توركر \ يشيم مودريس أوغلو مسرح الدولة بأنقرة – 1982
•	المجموعة (مسرحية): أوسكار ويلديل - مسرح الدولة بأنقرة – 1977
•	نظام المعيشة: أوكتاي رفعت - مسرح الدولة بأنقرة – 1974
•	الخطأ: ألبير كاموس: مسرح الدولة بأنقرة – 1973
•	شرف بيكيت الآلة اليهودي: جان أنويه - مسرح الدولة بأنقرة – 1971
•	عرس الدم: فيديريكو جارسيا لوركا - مسرح الدولة بأنقرة – 1970
•	فينتن: عبد الحق حامد ترهان - مسرح الدولة بأنقرة – 1969
•	قص الشعر: إدوارد ألبي - مسرح الدولة بأنقرة – 1968
•	Ecinliler – فيودور دوستويفسكي –– مسرح الدولة بأنقرة - 1966
•	نظام العالم: سين أو كاسي –– مسرح الدولة بأنقرة - 1964
•	لا يرسل العدو الأزهار: بيرو بلوش - مسرح الدولة بأنقرة – 1963
•	الأشجار تموت واقفة: إليجاندرو كاسونا - مسرح الدولة بأنقرة – 1961
•	الأشباح: هنريك إبسن - مسرح الدولة بأنقرة – 1960
•	نزهة في الجبهة: فرناندو أرابال - مسرح الدولة بأنقرة – 1960
•	من اليوم إلى الليلة: يوجين أونيل - مسرح الدولة بأنقرة – 1959
•	صياد القلوب: دييجو فابريني - مسرح الدولة بأنقرة – 1958
•	الملكة والنبلاء: ألبرت هاكيت \ فرانسيس جودريتش - مسرح الدولة بأنقرة – 1957
•	إذا أتت الأرواح: نويل كوارد - مسرح الدولة بأنقرة – 1955
•	نورا: هنريك إبسن - مسرح الدولة بأنقرة – 1955
•	عاكف بك: نامك كمال \ رشاد نوري جونتكين - مسرح الدولة بأنقرة – 1955
•	الآلهة والإنسان (جلجامش) أورهان أثينا - مسرح الدولة بأنقرة – 1954
•	عطيل: وليم شكسبير- مسرح الدولة بأنقرة – 1954
•	جزيرة الماعز: أوجو بيتي - مسرح الدولة بأنقرة – 1954
•	الغش والحب: شيلر - مسرح الدولة بأنقرة – 1954
•	عشرة أشخاص في الشمس: تورجوت أوزاكمان - مسرح الدولة بأنقرة – 1954
•	باتاك (مسرحية): غالب جورال - مسرح الدولة بأنقرة – 1953
•	الخطأ فوق الخطأ: أوليفر جولدسميث - مسرح الدولة بأنقرة – 1952
•	مسرحية في خارج المسرح: رفيق أحمد سيفينجي - مسرح الدولة بأنقرة – 1952
•	الفاتح (مسرحية): ناظم كورشونلو - مسرح الدولة بأنقرة – 1952
•	ظل راماك: ثورنتون وايلدر - مسرح الدولة بأنقرة – 1952
•	الظلال: أحمد مهيب دراناس - مسرح الدولة بأنقرة – 1952
•	إلكترا: سوفوكليس - مسرح الدولة بأنقرة – 1952
•	لنكتب مسرحية: عدالت أغا أوغلو - مسرح الدولة بأنقرة – 1952
•	ما وراء اليمين: ساتون فانا - مسرح الدولة بأنقرة – 1951
•	التراث (مسرحية): أوغسطس جويتز - مسرح الدولة بأنقرة – 1951
•	كوشاباشي: أحمد كوتسي تيجير - مسرح الدولة بأنقرة – 1951
•	القدر: ناهد سري أوريك - مسرح الدولة بأنقرة – 1951
•	مصير المنزل الوردي: تورجوت أوزاكمان - مسرح الدولة بأنقرة – 1950
•	أغنية قديمة: رشاد نوري جونتكين - مسرح الدولة بأنقرة – 1950
•	بير جينت: هنريك إبسن - مسرح الدولة بأنقرة – 1949
•	المدينة الصغيرة: جواد فهمي باشكوت - مسرح الدولة بأنقرة – 1949
•	الحاقدين: أوكتاي رفعت \ مليح جودت أنداي - مسرح الدولة بأنقرة – 1949
•	انتصار الطب: جولس رومانيس - مسرح الدولة بأنقرة – 1949
•	التاجر: بلاطوس - مسرح الدولة بأنقرة – 1949
•	من خلال عيون العالم: تشارلز ويلدراك - مسرح الدولة بأنقرة – 1949
•	خزائن سكابين: موليير - مسرح الدولة بأنقرة – 1949
•	أنتيجون: سوفوكليس - مسرح الدولة بأنقرة – 1949
•	المهرج: صباح الدين قدرت أكسال - مسرح الدولة بأنقرة – 1951

## فيلموغرافي

### مسيرتهاالفنية
•	عام 1987 – حديد الأرض ونحاس السماء
•	عام 1989 – الأرض التي انتهى بها الربيع
•	عام 1994 – السجرة الساحرة
•	عام 1994 – عربة السرطان
•	عام 1996 – شهناز تانجز (مسلسل تلفزيوني)
•	عام 1996 – الاستقلال
•	عام 1998 – الجمهورية

## دبلجةالأفلام
•	هل تحبون برامز؟ - انجريد بيرجمان - دبلجة (بولا تيسيير)
•	جيلدا – رينا هيورث - دبلجة (جيلدا موندسون فاريل)
•	العملاق –
•	ملف القتل («القتل، كتبت») مسلسل تلفزيوني

## المسرحياتالإذاعية التي مثلتها
•	عام 1966 – هل تحبون برامز؟ (مقتبس من رواية فرانسواز ساجان في سلسلة الغد مرة أخرى)

## الكتب
•	" ساحرة المسرح: مجيدة تانِر، دار نشر بيلجي (السيرة الذاتية \ مذكرات)، أنقرة، عام 2000.

## وصلات خارجية
- مجيدة تانر على موقع IMDb (الإنجليزية)
- مجيدة تانر على موقع ألو سيني (الفرنسية)
- مجيدة تانر على موقع قاعدة بيانات الفيلم (الإنجليزية)
- مجيدة تانر على موقع كينوبويسك (الروسية)

* مجيدة تانِر في Tiyatro.org
* مجيدة تانِر في السينما التركية